# Episodi di One Wish
La prima stagione di One Wish va in onda su Dea Kids dal 13 giugno 2022. (i primi 6 episodi sono stati resi disponibili su Sky On Demand e Now TV il giorno del lancio della serie). La stagione è divisa in due parti da 13 episodi ciascuna per un totale di 26 episodi. La prima parte va in onda dal 13 al 28 giugno del 2022 e la seconda andrà in onda dal 5 al 20 settembre 2022. 
| nº | Titolo                      | Prima visione     |
| -- | --------------------------- | ----------------- |
| 1  | La One Wish                 | 13 giugno 2022    |
| 2  | Sorellanza                  | 13 giugno 2022    |
| 3  | Julius La Pianta            | 14 giugno 2022    |
| 4  | Balthazar 5000              | 15 giugno 2022    |
| 5  | Gioco di squadra            | 16 giugno 2022    |
| 6  | Tea party                   | 17 giugno 2022    |
| 7  | I sapori di Drusilla        | 20 giugno 2022    |
| 8  | Bocca verde                 | 21 giugno 2022    |
| 9  | Two Wishes                  | 22 giugno 2022    |
| 10 | Blackout                    | 23 giugno 2022    |
| 11 | Quadri e maglioni           | 24 giugno 2022    |
| 12 | Miss Mandelli               | 27 giugno 2022    |
| 13 | Mai più insieme             | 28 giugno 2022    |
| 14 | L'appuntamento romantico    | 5 settembre 2022  |
| 15 | Tutta la verità             | 5 settembre 2022  |
| 16 | Dottor Vivienstein          | 6 settembre 2022  |
| 17 | Il primo ballo di Mary Anne | 7 settembre 2022  |
| 18 | Corey Sugar                 | 8 settembre 2022  |
| 19 | La scheda di memoria        | 9 settembre 2022  |
| 20 | Controfigura - Labbra       | 12 settembre 2022 |
| 21 | La giornata dell'ambiente   | 13 settembre 2022 |
| 22 | Elettrojump                 | 14 settembre 2022 |
| 23 | Il red carpet               | 15 settembre 2022 |
| 24 | Il T-R-O-F-E-O              | 16 settembre 2022 |
| 25 | Jingle Bells                | 19 settembre 2022 |
| 26 | Il mio one                  | 20 settembre 2022 |